# Naundorf (Sachsen)
Naundorf ist eine verwaltungsgemeinschaftsfreie Gemeinde im Landkreis Nordsachsen in Sachsen.

## Geographie und Verkehr
Die Gemeinde liegt südlich von Oschatz und südöstlich des Collmberges am Flüsschen Döllnitz. Die Nachbarstädte sind Oschatz (4 km), Riesa (15 km) und Mügeln (5 km). Die Bundesstraße 6 verläuft nördlich und die Bundesstraße 169 östlich des Gemeindegebietes.

## Ortsteile
- Naundorf
- Casabra
- Neu-Casabra
- Stennschütz
- Zeicha
- Gastewitz
- Hohenwussen
- Kreina
- Juchhöh
- Salbitz
- Hof
- Nasenberg
- Raitzen
- Haage
- Reppen

## Geschichte
Naundorf wurde im Jahre 1241 erstmals urkundlich erwähnt. Die Gegend hatte wie viele andere auch im Dreißigjährigen Krieg zu leiden. Eine Urkunde aus dem Jahre 1656 vermerkt, dass im Jahr 1637 das ganze Dörflein Zöschau durch die Soldaten eingeäschert wurde und dazu die Einwohner durch den Würgeengel, die Pest, geschlagen worden sind, so dass alles zur Einöde ward.
Der Ortsteil Casabra war 1665–1666 von Hexenverfolgung betroffen. Georg Pfütze, alt und schwach, geriet unter dem Vorwurf des abergläubischen Kurierens in einen Hexenprozess. Die Verurteilung zur ewigen Landesverweisung wurde umgewandelt in Einsatz beim Festungsbau in Dresden.
1935 wurde auf dem Gebiet des ehemaligen Rittergutes Hof-Raitzen durch die Sächsische Bauernsiedlung GmbH das erste sächsische Neubauerndorf in der Zeit des Nationalsozialismus geschaffen und auf den Namen Haage getauft.

## Sehenswürdigkeiten

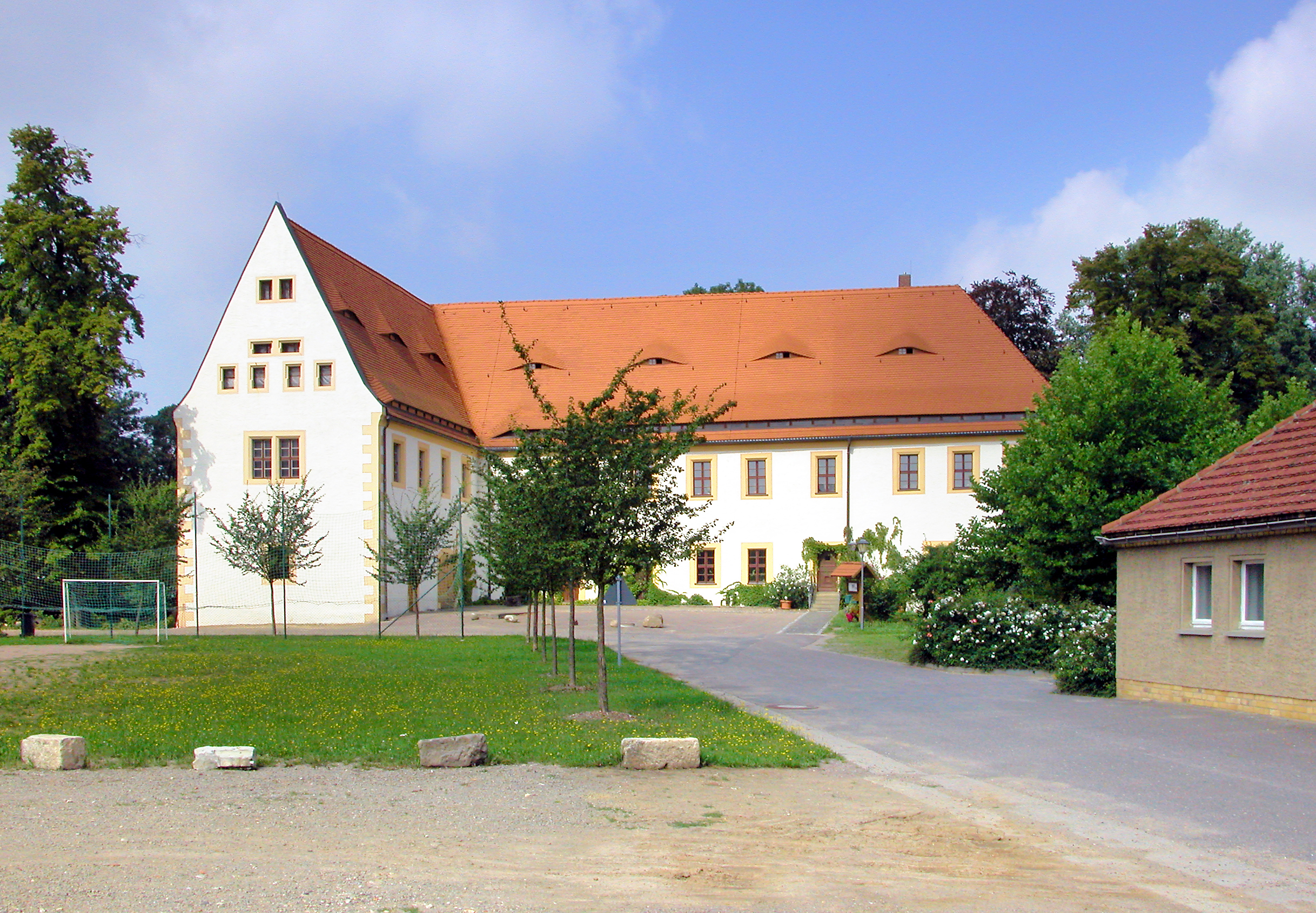
Altes Schloss Hof. Renaissance um 1540

- Altes Schloss Hof. Renaissance um 1540barocke Kirche Naundorf, von 1742 bis 1744 erbaut
- Kirche Hohenwussen, um 1500 erbaut, Teile schon älter
- romanische Kirche von Zöschau, um 1150 erbaut
- Kirche Limbach, um 1460 erbaut, mit gotischem Grundriss
- frühbarocke Kirche in Hof, am 23. Juli 1699 eingeweihtAltes Schloss Hof. Renaissance um 1540. Detail der Holzfelderdecke im Festsaal.

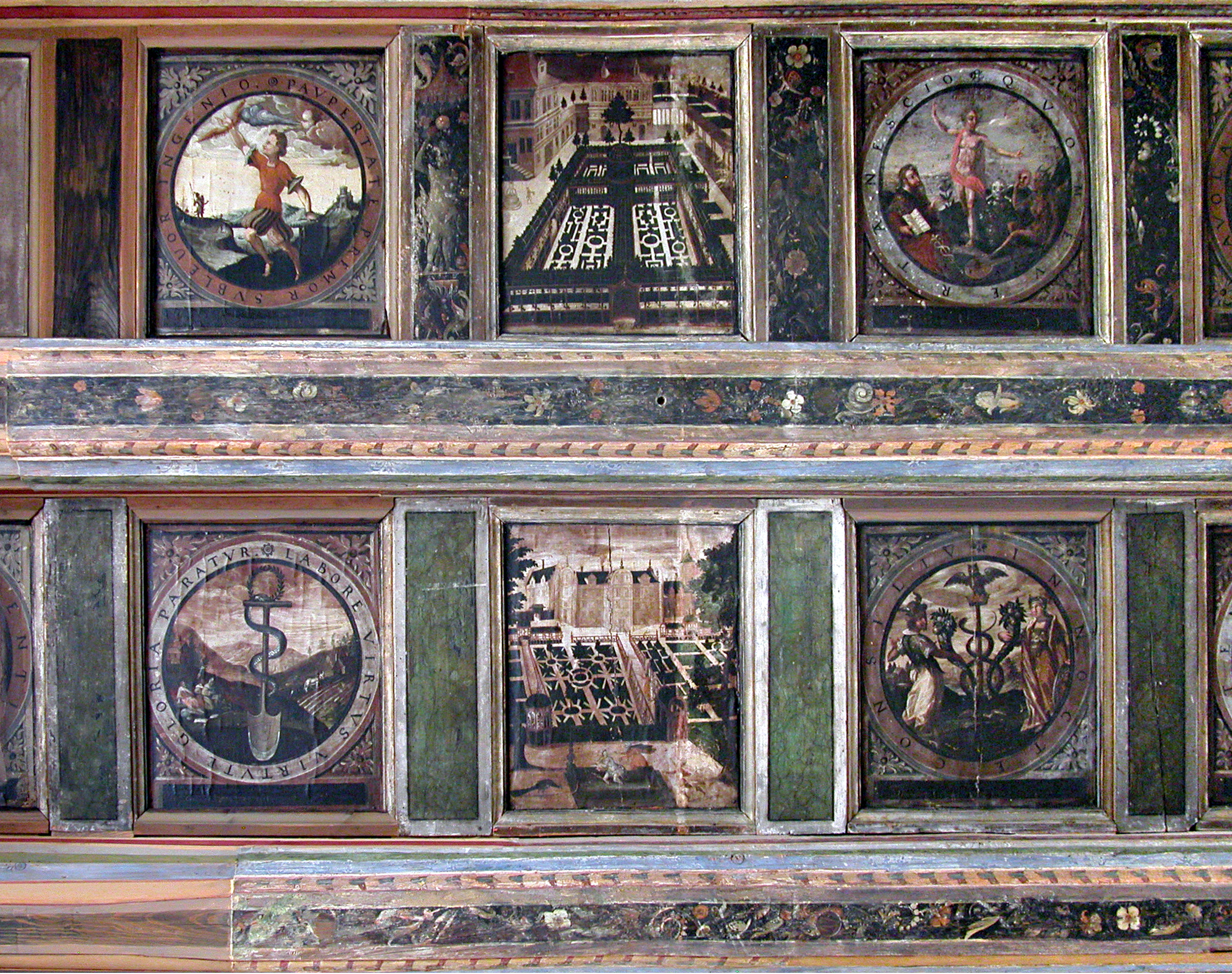
Altes Schloss Hof. Renaissance um 1540. Detail der Holzfelderdecke im Festsaal.

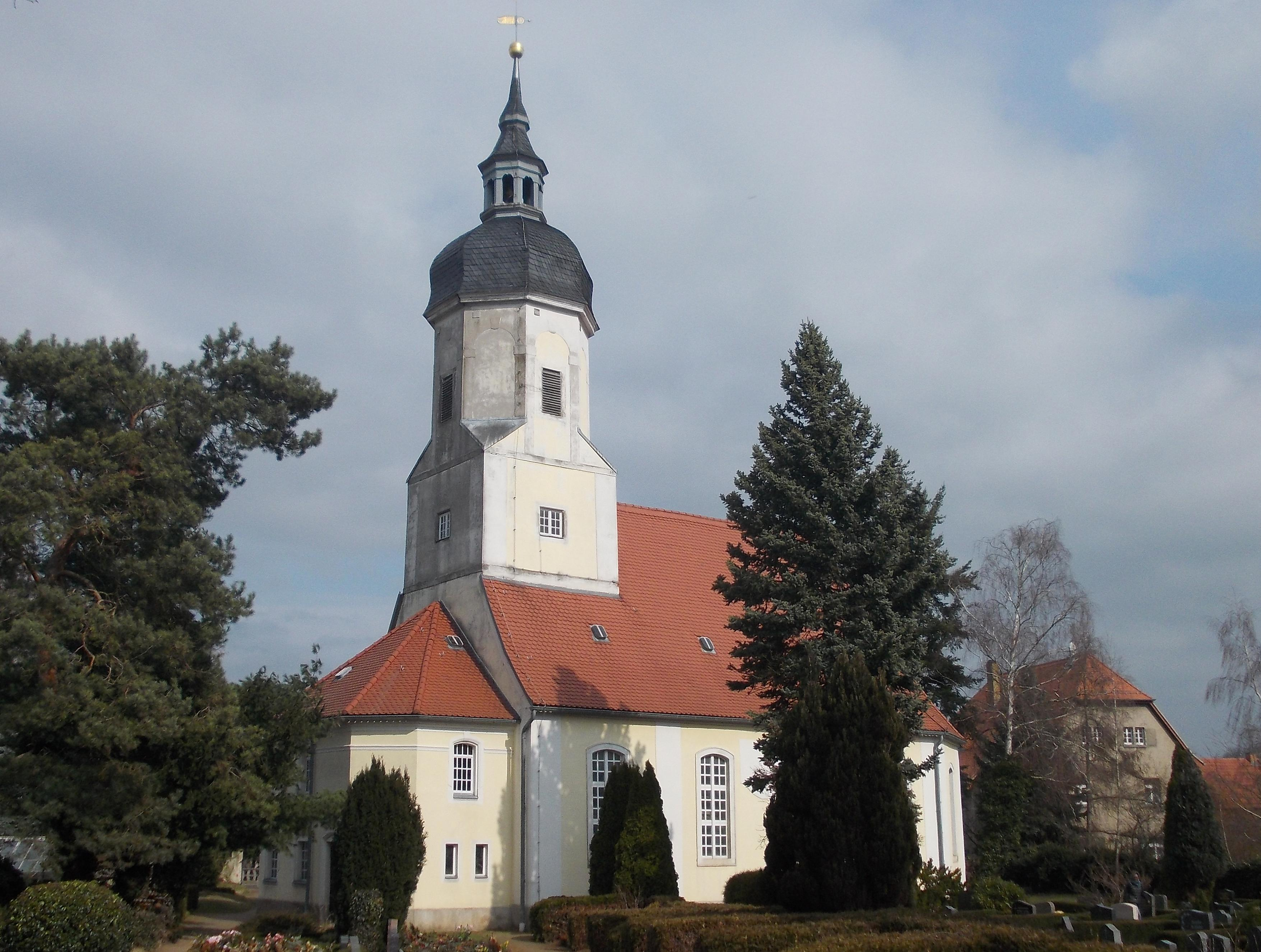
Kirche St. Katharinen in Naundorf
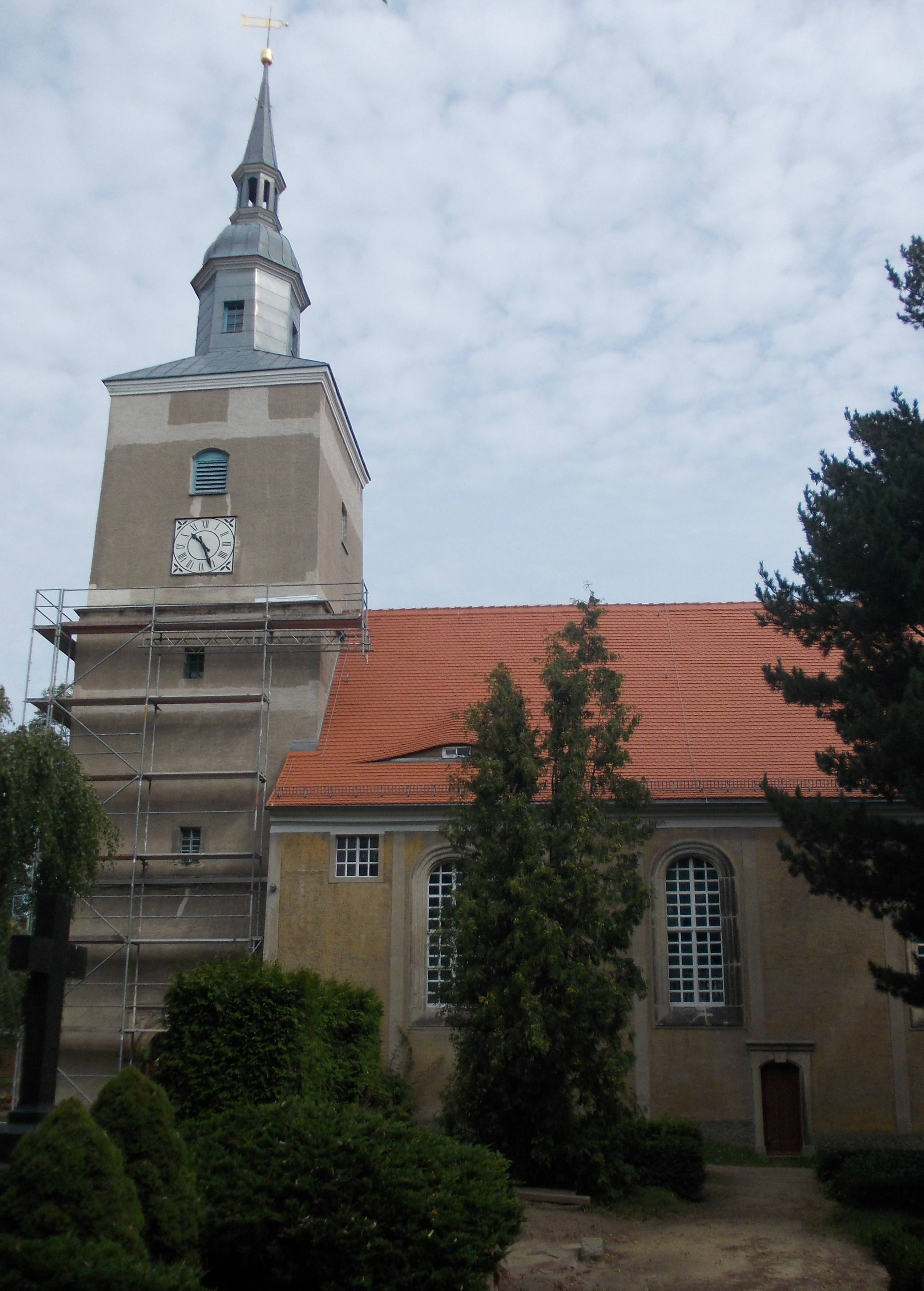
Kirche in Hohenwussen
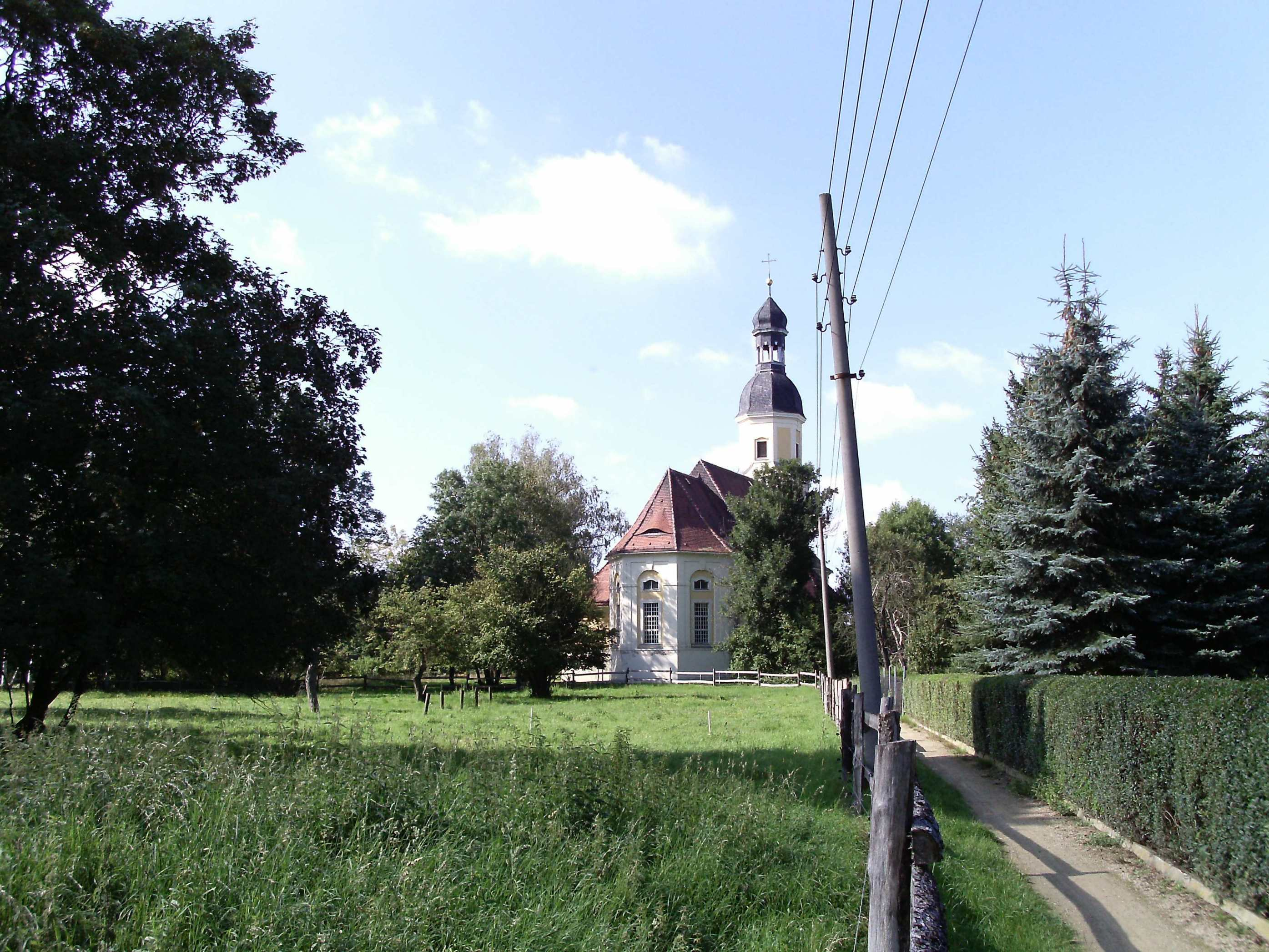
Kirche in Hof

### Naturschutz
- Siehe auch: Liste der Naturdenkmale in Naundorf (Sachsen)

## Politik

### Gemeinderat
Der Gemeinderat Naundorf setzt sich aus 13 Mitgliedern zusammen, die sich wie nebenstehend auf die Parteien bzw. Wählergruppen verteilen. Zuletzt wurde das Gremium am 9. Juni 2024 gewählt.
| Gemeinderat ab 2024Insgesamt 13 Sitze - FWGN: 7 - FWGJ: 4 - CDU: 1 - AfD: 1 Ein AfD-Sitz bleibt unbesetzt. Der Gemeinderat verkleinert sich entsprechend. | Partei/Liste                      | 2024   | 2024   | 2019   | 2019   | 2014   | 2014   |
| Gemeinderat ab 2024Insgesamt 13 Sitze - FWGN: 7 - FWGJ: 4 - CDU: 1 - AfD: 1 Ein AfD-Sitz bleibt unbesetzt. Der Gemeinderat verkleinert sich entsprechend. | Partei/Liste                      | Sitze  | in %   | Sitze  | in %   | Sitze  | in %   |
| Gemeinderat ab 2024Insgesamt 13 Sitze - FWGN: 7 - FWGJ: 4 - CDU: 1 - AfD: 1 Ein AfD-Sitz bleibt unbesetzt. Der Gemeinderat verkleinert sich entsprechend. | Freie Wählergemeinschaft Naundorf | 7      | 48,8   | 8      | 55,9   | 10     | 64,9   |
| Gemeinderat ab 2024Insgesamt 13 Sitze - FWGN: 7 - FWGJ: 4 - CDU: 1 - AfD: 1 Ein AfD-Sitz bleibt unbesetzt. Der Gemeinderat verkleinert sich entsprechend. | Freie Wählergemeinschaft Jahnatal | 4      | 29,1   | 6      | 39,0   | 2      | 15,8   |
| Gemeinderat ab 2024Insgesamt 13 Sitze - FWGN: 7 - FWGJ: 4 - CDU: 1 - AfD: 1 Ein AfD-Sitz bleibt unbesetzt. Der Gemeinderat verkleinert sich entsprechend. | AfD                               | 1      | 15,7   | –      | –      | –      | –      |
| Gemeinderat ab 2024Insgesamt 13 Sitze - FWGN: 7 - FWGJ: 4 - CDU: 1 - AfD: 1 Ein AfD-Sitz bleibt unbesetzt. Der Gemeinderat verkleinert sich entsprechend. | CDU                               | 1      | 4,1    | –      | –      | 2      | 16,9   |
| Gemeinderat ab 2024Insgesamt 13 Sitze - FWGN: 7 - FWGJ: 4 - CDU: 1 - AfD: 1 Ein AfD-Sitz bleibt unbesetzt. Der Gemeinderat verkleinert sich entsprechend. | Grüne                             | –      | 2,3    | –      | 3,3    | –      | 2,4    |
| Gemeinderat ab 2024Insgesamt 13 Sitze - FWGN: 7 - FWGJ: 4 - CDU: 1 - AfD: 1 Ein AfD-Sitz bleibt unbesetzt. Der Gemeinderat verkleinert sich entsprechend. | SPD                               | –      | –      | –      | 1,7    | –      | –      |
| Gemeinderat ab 2024Insgesamt 13 Sitze - FWGN: 7 - FWGJ: 4 - CDU: 1 - AfD: 1 Ein AfD-Sitz bleibt unbesetzt. Der Gemeinderat verkleinert sich entsprechend. | Wahlbeteiligung                   | 75,8 % | 75,8 % | 68,4 % | 68,4 % | 58,4 % | 58,4 % |

### Bürgermeister
Hauptamtliche Bürgermeisterin der Gemeinde ist Cathleen Kramm (parteilos). Sie wurde 2019 mit 56,4 Prozent der Stimmen gegen Heinz Schumann (parteilos) gewählt. Ihr Vorgänger war Michael Reinhardt (parteilos).
| Wahl | Bürgermeister              | Vorschlag | Wahlergebnis (in %) |
| ---- | -------------------------- | --------- | ------------------- |
| 2019 | Cathleen Kramm             | Kramm     | 56,4                |
| 2015 | Michael Eberhard Reinhardt | Reinhardt | 63,7                |
| 2008 | Michael Eberhard Reinhardt | Reinhardt | 84,1                |
| 2001 | Michael Eberhard Reinhardt | Reinhardt | 98,8                |
| 1994 | Roswitha Berkes            | Berkes    | 80,6                |

## Söhne und Töchter der Gemeinde
- Friedrich August von Zinzendorf (1733–1804), sächsischer Staatsmann
- Bernhard von der Planitz (1828–1907), Rittergutsbesitzer in Naundorf, Abgeordneter im Sächsischen Landtag
- Anna Löhn-Siegel (1830–1902), Frauenrechtlerin, Schriftstellerin und Königliche Hofschauspielerin
- Artur Kühn (1883–1944), Schlosser, Kunstschmied und Unternehmer
- Max Hammer (1886–1970), Politiker
- Günther Gerstner (* 1955), im Ortsteil Hof geborener Theaterregisseur
- Agathe Zeis (1840–1887), Pionierin der industriellen Milchwirtschaft im Deutschen Reich, gründete und betrieb auf dem Vorwerk Heinrichsthal bei Radeberg die erste deutsche Lehrmeierei, entwickelte den ersten deutschen Camembert nach französischer Art

## Wirtschaft und Infrastruktur

### Verkehr
Die Bundesstraße B 6 befindet sich etwa 5 Kilometer entfernt.
Naundorf hat einen Bahnhof an der Döllnitzbahn.